# Mjaundža
Mjaundža (rusky Мяунджа) je sídlo městského typu v sasumanském okrese v Magadanské oblasti na ruském Dálném východě. Žije zde 977 obyvatel (2024).

## Etymologie
Jméno obce je převzato z evenčtiny, kde znamená velké srdce. To jméno odkazuje na tvar hor v okolí Mjaundži, který skutečně připomíná velké kamenné srdce, čehož si povšiml i sovětský geolog Boris Ivanovič Vronskij, který tuto oblast detailně studoval.

## Geografie
Obec se nachází u Kolymské silnice, 15 km východně od opuštěného Kadykčanu a asi 60 km severozápadně od okresního města Susuman. Oblastní centrum Magadan je vzdušnou čarou přibližně 430 km jihovýhodně od Mjaundži. Obec leží v Kolymském pohoří na pravém břehu stejnojmenné řeky, která je levým přítokem Ajan-Jurjachu (povodí Kolymy).

## Historie
Mjaundža byla založena v roce 1950 v souvislosti s výstavbou státní tepelné elektrárny Arkalinskaja. Stavba elektrárny byla klíčová pro rozvoj Magadanské oblasti a její první blok s výkonem 25 MW byl uveden do provozu v roce 1955. V roce 1957 získala Mjanudža status sídla městského typu. V tu dobu zde žilo více než čtyři tisíce obyvatel.
Výstavba Arkalinské tepelné elektrárny byla významným projektem, jehož náklady na první etapu byly sedmkrát vyšší než náklady na největší objekt Dalstroje té doby. Elektrárna využívala řeku Mjaundžu jako zdroj vody, pro který byla postavena přehrada, jež byla první svého druhu v celém Sovětském svazu a měla být provozována v podmínkách věčného permafrostu. Stavbu elektrárny realizovalo více než tři tisíce pracovníků, kteří ji dokončili v předepsaném termínu.
V roce 1968 byla elektrárna připojena k celkovému energetickému okruhu Kolymského regionu, čímž se stala klíčovým zdrojem energie pro okresy v Magadanské oblasti a část Jakutské ASSR. V roce 1996 byl turbogenerátor vyřazen z provozu, ale elektrárna funguje jako záložní zdroj energie pro případ výpadků v kolymské energetické síti.
Po rozpadu SSSR Mjaundža, podobně jako mnoho dalších oblastí v Rusku, čelila novým ekonomickým výzvám. Pokles objemu průmyslové produkce vedl k poklesu pracovních míst a kolapsu místní infrastruktury. Mjaundža, která se původně rozvíjela kolem energetického sektoru, čelila problémů s uzavřením elektrárny, vylidňováním obce i celé oblasti. Mimo energetiku byla v obci v sovětských dobách i zemědělská produkce, zejména skleníky sovchozu Energetik, které byly vytápěny horkou vodou z elektrárny a umožnily pěstování rajčat, okurek a dokonce hroznů.
Ve 20. letech 21. století je Mjaundža významnou obcí v Magadanské oblasti, ale čelí vylidňování.